# Мухомор Цезаря
Мухомор Цезаря, або яєшник (Amanita caesarea (Scop. ex Fr.) Pers. ex Schw.) — гриб з родини мухоморових (Amanitaceae).

## Будова
Шапка 8-20 см у діаметрі, товстом'ясиста, напівсферична, згодом опуклорозпростерта, з плоским, тупим короткотрубчастим краєм, оранжево-червона або жовта, гола. Пластинки золотисто-жовті. Спорова маса біла. Спори 9-14 Х 6-11 мкм, безбарвні, гладенькі. Ніжка 8-15 Х 1-2,5 см, щільна, жовта, гола, з жовтим, широким, знизу рубчастим кільцем, біля основи з вільною, мішечкоподібною, широкою, з нерівним лопатевим краєм, білою піхвою. М'якуш білий, у периферичній смузі жовтий.

## Поширення та середовище існування
Гриб росте у широколистяних лісах Південної Європи. Зрідка зустрічається на Закарпатті в дубових і букових лісах та в Криму (діброви на північному схилі Ялтинської яйли), у липні — вересні.

## Практичне використання
Їстівний гриб, який цінували давні римляни.

## Природоохоронний статус
Збирати та заготовляти заборонено. Вид занесено до Червоної книги України. Охороняється в Кримському природному заповіднику, Карпатському біосферному заповіднику та Ялтинському гірсько-лісовому природному заповіднику.